# Parc et ferme de La Ville Oger
Le parc de la Ville Oger est un parc public situé sur les communes de Saint-Brieuc et Trégueux, dans les Côtes-d'Armor, séparé par un cours d'eau nommé le Douvenant. Il dispose également d'une ferme ouverte au public, mais principalement éducative et culturelle pour les groupes scolaires. Une petite partie sert également de potager privé disponible à la vente aux habitants de Saint-Brieuc.

## Situation
Le parc se situe au sud-est de la commune de Saint-Brieuc et au nord de Trégueux. Il est traversé par un cours d'eau nommé « Le Douvenant », prenant sa source dans un square rue Marcel Proust (Saint-Brieuc) et rue d'Armor (Trégueux). Ce ruisseau permet la délimitation entre les deux communes puis celle de Saint-Brieuc et Langueux avant de se jeter dans la baie. Il est d'une longueur approximative de 5 500 m.

## Historique
,.

## Ferme de la Ville Oger

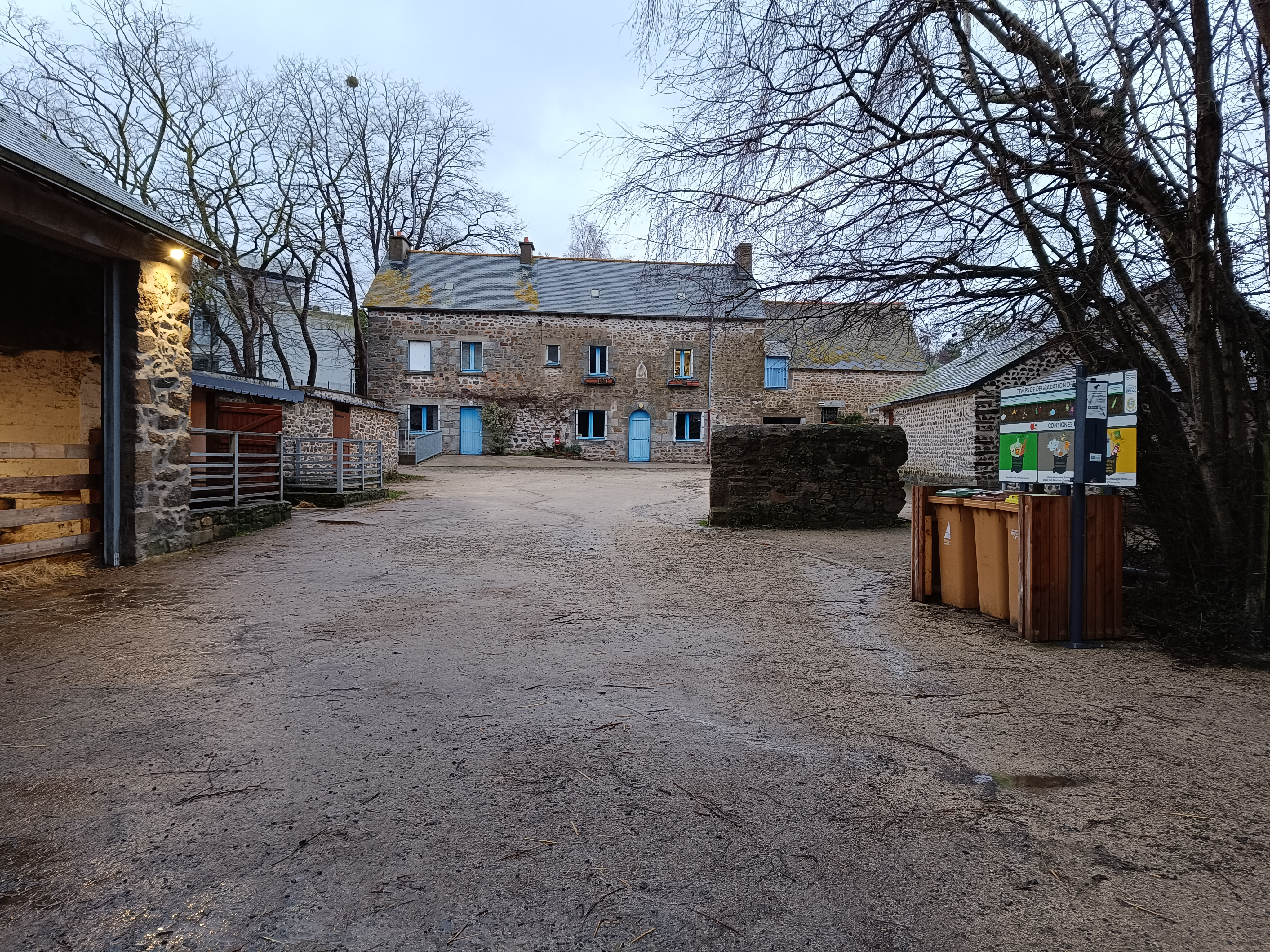
Cour de la ferme.

Elle est la dernière ferme située entre les communes de Saint-Brieuc et Trégueux encore en activité. Elle se compose de sept bâtiments différents dont le principal fait deux étages. Les autres servent d'abris pour animaux ou de stockage de matériels.
Accolée au bâtiment principal, une petite chapelle avec un clocheton était squattée vers la fin des années 1970 et se délabrera rapidement à cause d'un début d'incendie qui la rendra inutilisable et dangereuse. Cette chapelle n'était plus utilisée pour le culte et servait de remise.
Au début des années 1980, les services de la Ville de Saint Brieuc décidèrent de transformer cette ancienne ferme en lieu pédagogique. Un poulailler avec une cour et une mare ont été aménagés en premier lieu. Ensuite, une asinerie et une lapinière ont été construits avec la technique du bois cordé. Une éolienne a également été installé pour pomper l'eau de la nappe phréatique située derrière le bâtiment principal.
Aujourd'hui, la ferme est principalement un lieu éducatif et culturel, notamment pour les groupes scolaires. Elle comporte un champ pour animaux, un poulailler, des jardins, un champ de pommier, des ruches, un four à pain et plusieurs lavoirs. Les animaux de la ferme sont des volailles, des rongeurs dont des lapins et hamsters, des cochons, des moutons, des chèvres, des ânes et des vaches. Il y avait également auparavant quelques chevaux. La ferme produit du beurre, du fromage, du pain, du cidre et jus de pomme. Tous les ans, au mois d'octobre, la ferme célèbre la « fête du cidre ».